# Wakefield (Neuseeland)
Wakefield, auch Wakefield Village genannt, ist ein Ort im Tasman District auf der Südinsel von Neuseeland.

## Geographie
Der Ort befindet sich rund 20 km südwestlich von Nelson im Tal des Wai-iti River. Durch Wakefield führt der New Zealand State Highway 6, der den Ort mit Richmond und Nelson im Nordosten und im Südwesten mit den Orten in den Bergen im Landesinneren verbindet.

## Geschichte
Die Ansiedlung wurde 1843 unter dem Namen „Pitfure“ gegründet, kurze Zeit später aber nach der Stadt Wakefield im englischen Yorkshire in „Wakefield“ umbenannt. Der Ort entstand im Zusammenhang mit der Besiedlung und Gründung von Nelson durch die New Zealand Company im Jahre 1842. Später brachte man den Namen auch mit Arthur Wakefield in Verbindung, der als Agent der New Zealand Company eine bekannte Persönlichkeit der frühen Siedlungsgeschichte Nelsons war.

## Bevölkerung
Zum Zensus des Jahres 2013 zählte der Ort 2106 Einwohner, 12,1 % mehr als zur Volkszählung im Jahr 2006.

## Bildungswesen
Im Ort befindet sich die älteste noch im Betrieb befindliche öffentliche Schule Neuseelands. Diese Schule wurde am 8. Oktober 1843 von der Nelson School Society unter der Führung von Matthew Campbell gegründet und am 1. Januar 1844 als Sonntagsschule mit etwa 30 Kindern eröffnet.

## Wirtschaft
Neben einem bescheidenen Tourismus lebt die Gemeinde hauptsächlich von Landwirtschaft, Obstbau (Beeren, zunehmend auch Weinbau) und Holzverarbeitung.

## Sehenswürdigkeiten
- Wakefield besitzt mehrere vom New Zealand Historic Places Trust registrierte Baudenkmale.
- Das Painton House Museum ist der Ortsgeschichte gewidmet.
- Im nahegelegenen Pidgeon Valley gibt es das kleine Pigeon Valley Steam Museum mit historischen Dampfmaschinen.[4]

## Fotogalerie

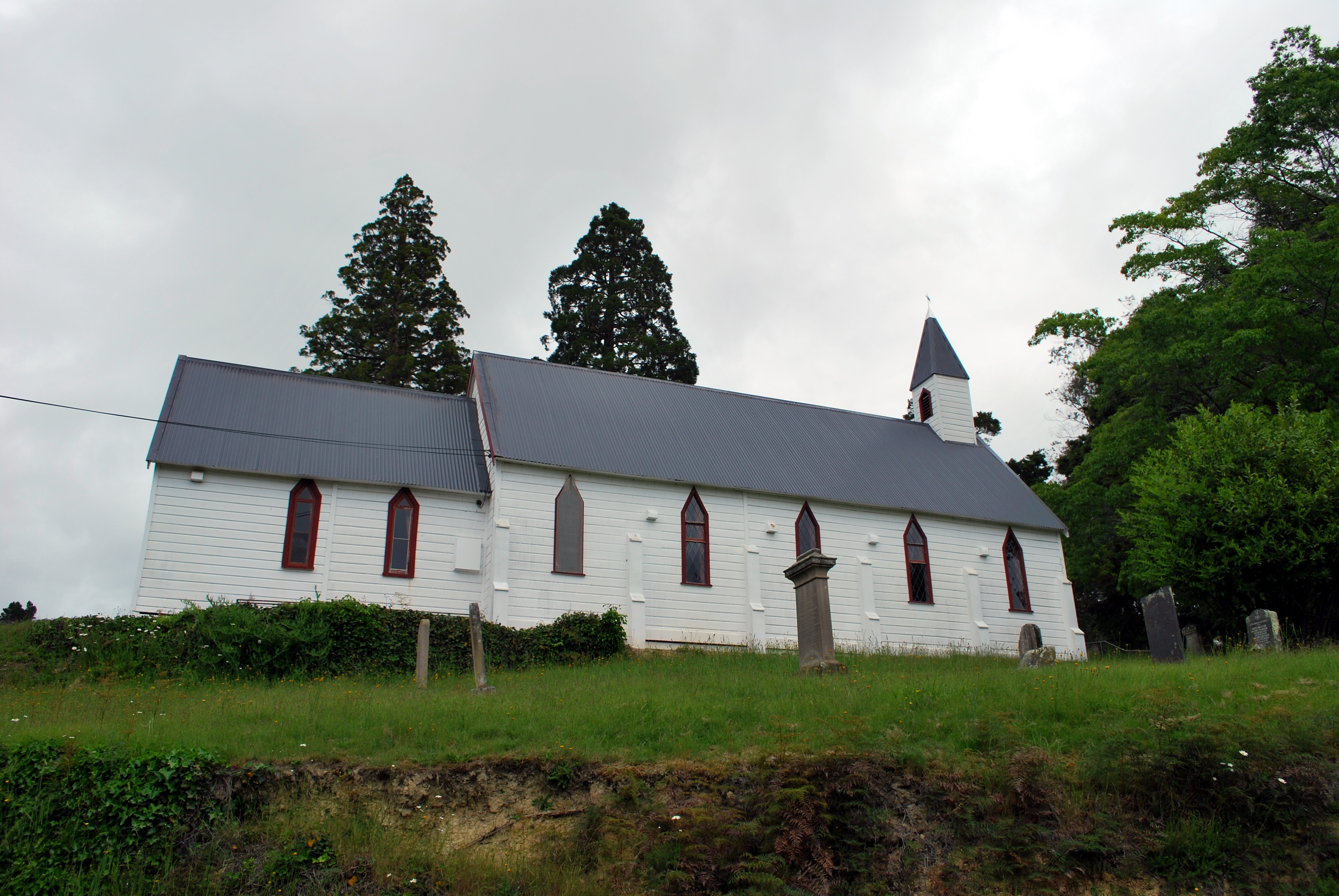
Anglikanische Kirche
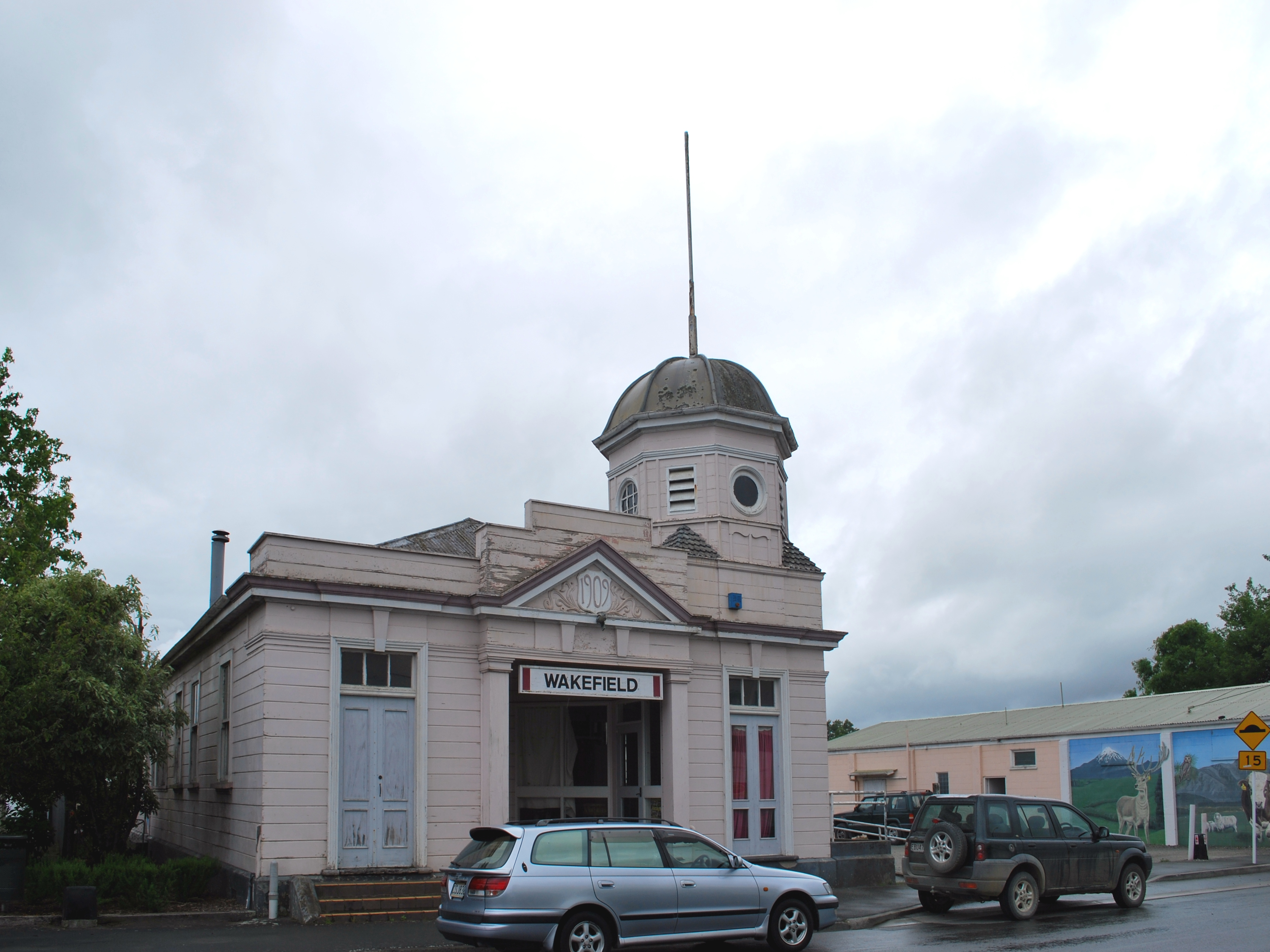
Ehemaliges Postamt
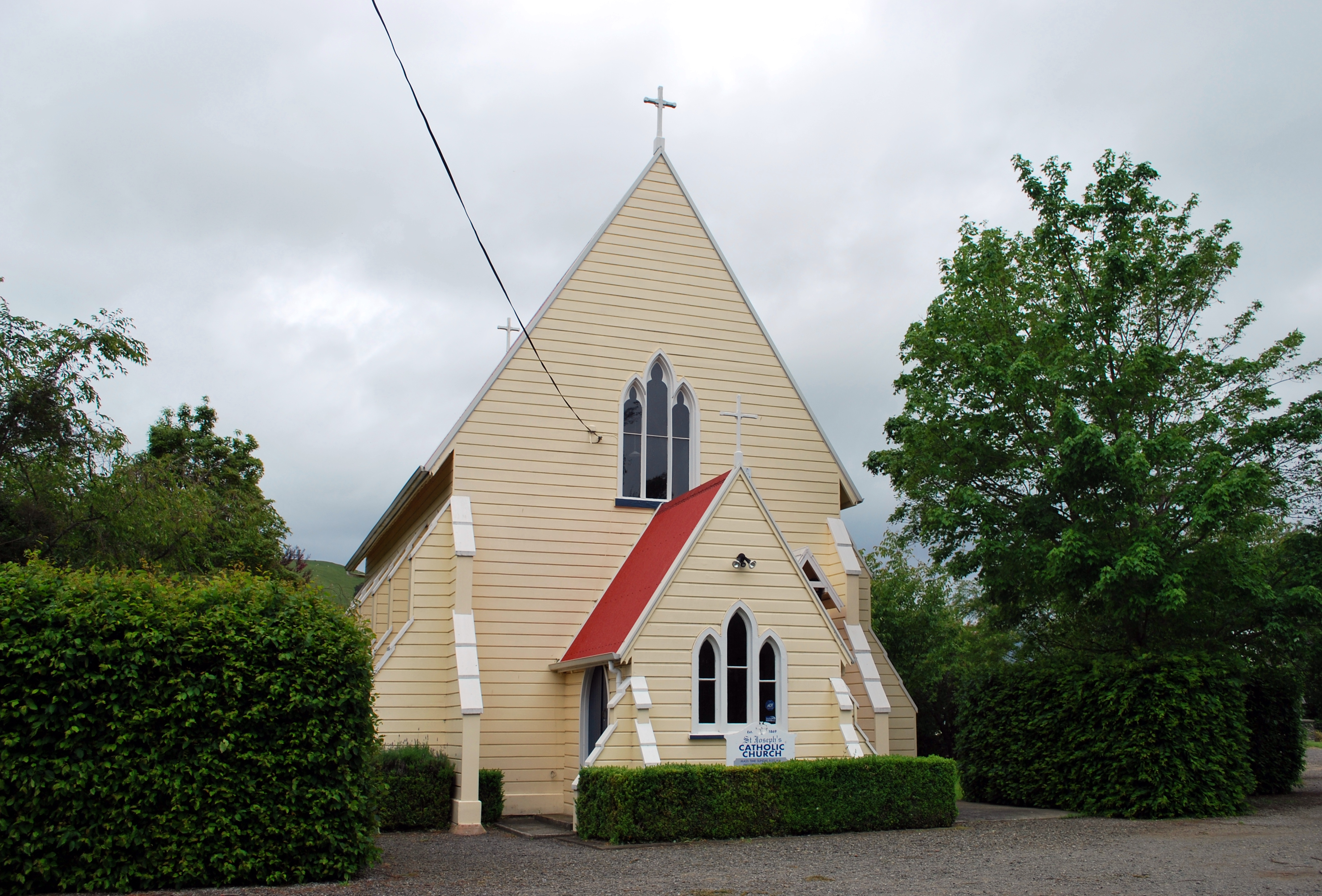
Katholische Kirche
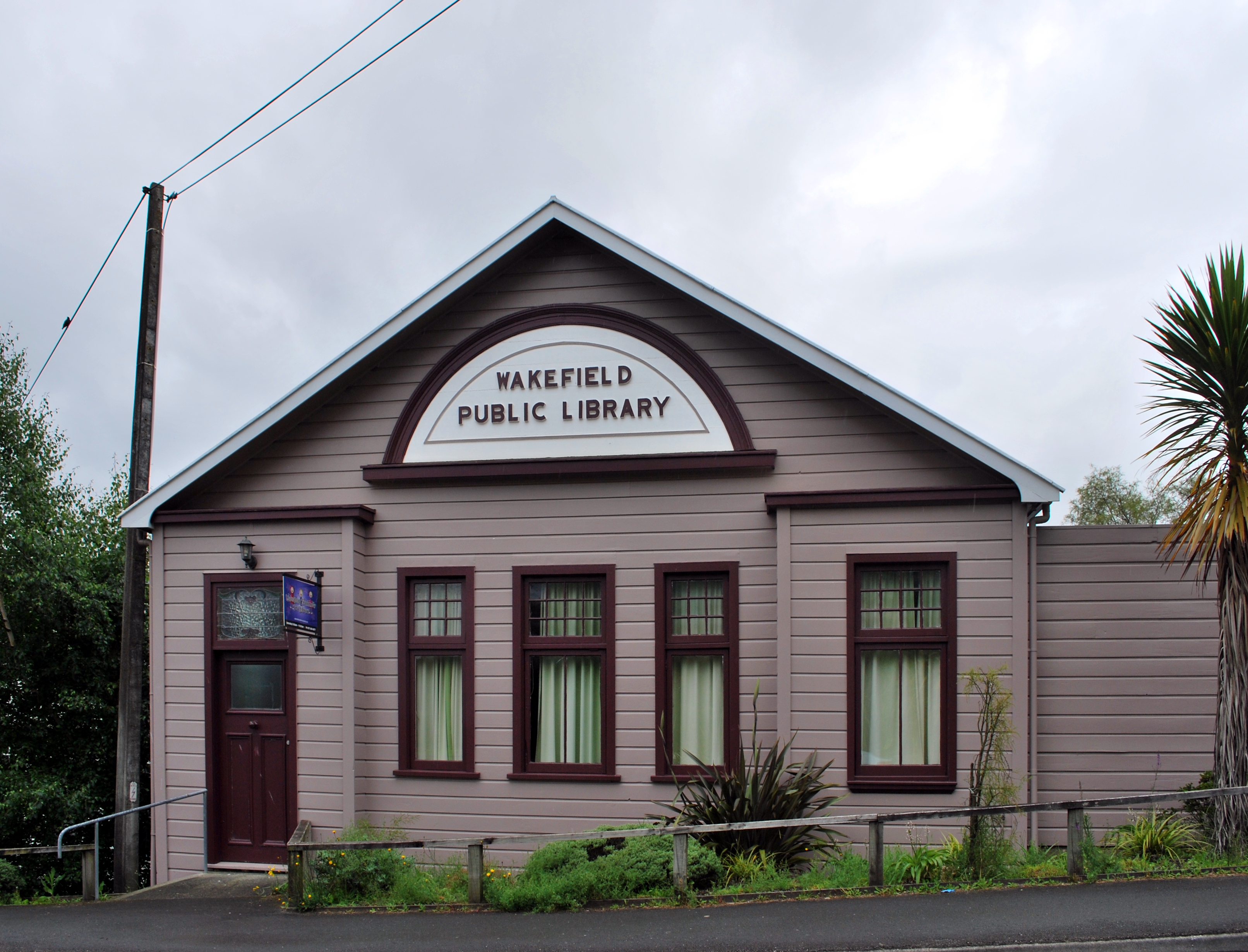
Bibliothek

## Sport
Im Ort gibt es einen Golfplatz.